# スクリューボール・コメディ (アルバム)
スクリューボール・コメディ（Screwball Comedy）は、2001年7月25日に発売されたソウル・フラワー・ユニオンの5枚目のスタジオ・アルバム。

## 解説
オリジナル・アルバムとしては2年ぶりの作品。インディーに戻った彼らが「全曲シングルにすることが可能なアルバム」というコンセプトで作った、ソウル・フラワー史上最もロックに接近したポップな作品である。実際、「サヴァイヴァーズ・バンケット」「殺人狂ルーレット」「荒れ地にて」「世紀のセレナーデ」など、のちのライヴ・ツアーに欠かせない楽曲が多く収録されている。
なお、本作のドラムは全曲、ドーナル・ラニー・クールフィンのドラマー、レイ・フィンが務めている。レイ・フィンは『リバーダンス』のメンバーで、本作制作当時、世界ツアーの真只中で、日本公演の合間をぬって東京のレコーディングに参加。来日前にシンガポールや香港でリハーサル・スタジオに入り、「個人練習」に明け暮れた、というエピソードがある。また、BLACK BOTTOM BRASS BANDが参加した最初のソウル・フラワーのアルバムでもある。

## 収録曲
1. サヴァイヴァーズ・バンケット Survivor's Banquet
2. 殺人狂ルーレット Satsujinkyo Rourette (Mad Murderer Rourette)
3. 荒れ地にて Arechi nite (At the Wasteland)
4. ダイナマイトのアドバルーン Dynamite Advertising Balloon
5. 夏到来 Natsu Torai (Here Comes Summer)
6. 野づらは星あかり Nozura wa Hoshiakari (Starlit Field)
7. 世紀のセレナーデ Seiki no Serenade (Century Serenade)
8. オーマガトキ Omagatoki
9. GO-GOフーテン・ガール Go-Go Futen Girl
10. NOと言える男 No to ieru Otoko (The Man Who Can Say No)
11. キャラバンに恋唄 Caravan ni Koiuta (Caravan Love Song)

## 備考
- M-1  どんとの死去にインスパイアされている。
- M-3  中川敬の自伝的作品
- M-10 石原慎太郎のことを歌っている。